# Bőségszaru
A bőségszaru a jólét, a termékenység és a szerencse jelképe, melyet a bika szarva szimbolizál. A görög mitológia szerint a Zeuszt szoptató Amaltheia kecske egyik szarvából vagy Akhelóosz folyamisten Héraklész által letört szarvából ered, melyet a néreiszek töltöttek meg mindenféle gyümölccsel.
Amaltheia a mitológiában hol nimfaként, hol kecskeként szerepel. Egyik szarvából nektár, a másikból ambrózia folyt. Ovidius szerint amikor letört a szarva, mert fához ütötte, egy nimfa friss zöld ággal tekerte körül és megtöltötte édes gyümölccsel, átadta Zeusznak, aki a szarvat és a kecskét a csillagok közé helyezte. Egy másik legenda szerint Zeusz maga törte le a kecske szarvát és Amaltheiának, valamint nővérének, egykori dajkáinak ajándékozta. Megígérte, hogy bármikor bármit kérnek, a szarvból az bőséggel elő fog bújni. A bőségszaru az Akhelóoszról szóló legendákban is felbukkan. A nimfa a szarvat állítólag Akhelóosz folyóistennek adta, aki a Héraklésszal való harc során elvesztette a saját szarvát és a győztes ellenfelének cserébe Amaltheia szarvát adta. Egy másik legenda szerint Héraklész Akhelóosz letört szarvát a nimfáknak ajándékozta, akik megtöltötték gyümölccsel és virágokkal, bőségszarunak nevezték el és (Ovidius szerint) a bőség istennőjének, Copiának ajándékozták.
Az ókori legendákban és művészetben a bőség és az áldás általános szimbóluma és ezáltal különféle isteni lények attribútuma, mint Tükhé istennőé (Fortuna, Szerencse). A kereszténységben a remény, a termékeny ősz és a föld attribútuma volt. A címertanban művészi módon meggörbült és spirálszerűen  bordázott szarvként ábrázolják. A magyar heraldikán kívül főleg a latin-amerikai országok címereiben (Honduras, Kolumbia, Panama, Peru, Venezuela) fordul elő gyakran. Harkiv címerében a prosperitást jelképezi. Bőségszaru van a Gomba család címerében. A magyar heraldikában gyümölcsök (Heinerle címer), drágakövek, zöld kígyók (Hidegkeőy címer), virágok és kalászok (Horváth 1792, Kornelli), pénzérmék (egyes bányavárosok) ömlenek ki belőle.